# Auguste-Hyacinthe Debay
Auguste-Hyacinthe Debay (2. april 1804 i Nantes – 24. marts 1865 i Paris) var en fransk billedhugger og maler, søn af Jean-Baptiste-Joseph Debay.
Af plastiske arbejder udførte Debay, der var elev af faderen, Den første vugge (Eva med Kain og Abel på skødet), monumentet over ærkebiskop Affre i Notre Dame i Paris, skulpturerne på St-Michel-fontænen i Paris etc. Som maler, elev af Gros, var han ligeledes en meget frugtbar, men ikke selvstændig, kunstner, hvis værker (Lucretia på Forum Museet i Nantes, Slaget ved Dreux etc.) holdt sig inden for de af datidens akademisk-klassiske kunst afstukne spor.